# Žehuňská obora a Žehuňský rybník

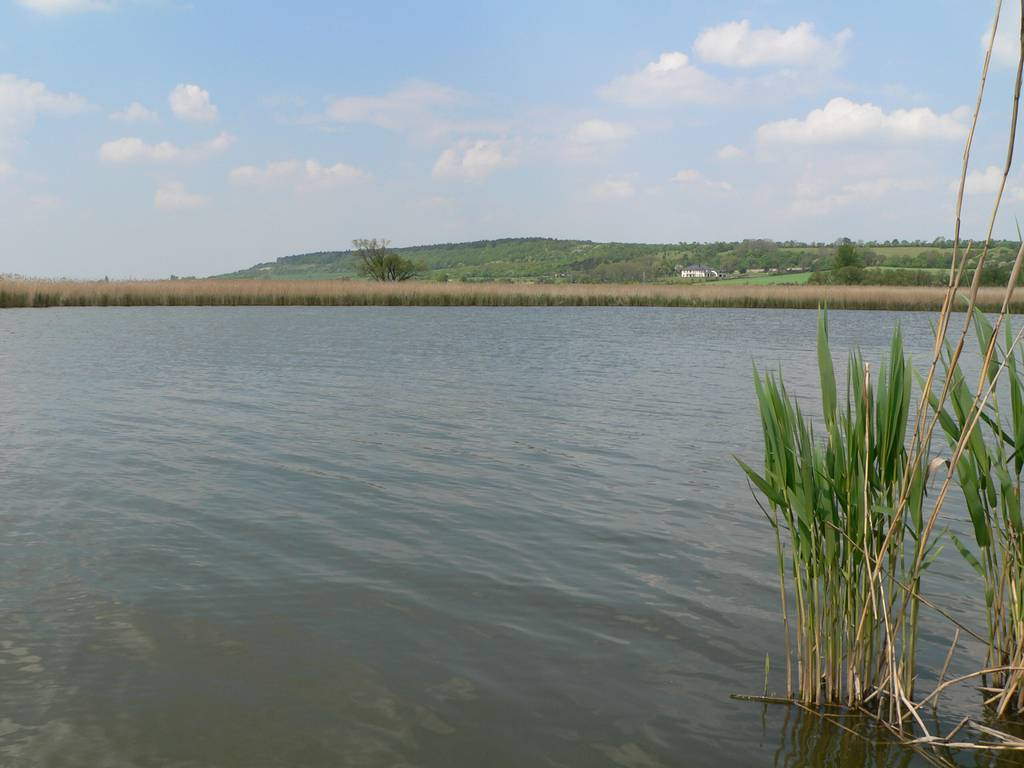
Žehuňský rybník, v pozadí vrch Báň

Národní přírodní rezervace Žehuňský rybník a Žehuňská obora existovala v letech 1999–2006. Vznikla sloučením NPR Žehuňský rybník a NPR Žehuňská obora a po 7 letech byla opět rozdělena na tyto dvě části. Měla rozlohu 1422 ha a rozkládala se v nadmořské výšce 198 až 260 m.